# Pseudotaxiphyllum homomallifolium
Pseudotaxiphyllum homomallifolium là một loài Rêu trong họ Plagiotheciaceae. Loài này được (Redf.) Ireland miêu tả khoa học đầu tiên năm 1991.